# Arthur Maude
Arthur Maude, nasceu Arthur John Maud (23 de julho de 1880 – 9 de janeiro de 1950) foi um ator, roteirista e diretor de cinema britânico, que atuou em filmes mudos entre 1900 e 1950.

## Filmografia selecionada
Ator
- The Shadow of Nazareth 1913
- Mary Magdalene (1914)
- The Wraith of Haddon Towers (1916)

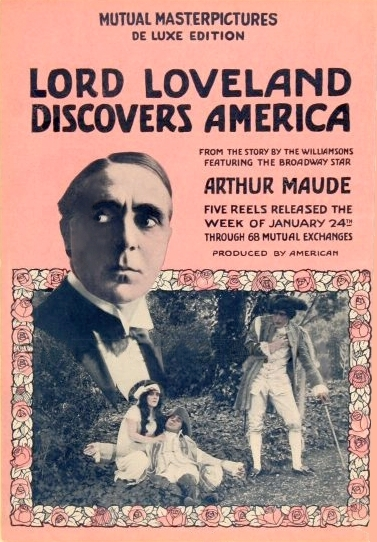
Poster do filme mudo de 1916 estrelado por Arthur Maude.

- Lord Loveland Discovers America (1916)
- Embers (1916)
- The Man from Beyond (1922)
- Sabotage at Sea (1942)

Diretor
- The Flag: A Story Inspired by the Tradition of Betsy Ross (1927)
- Toni (1928)
- The Ringer (1928)
- The Clue of the New Pin (1929)
- The Flying Squad (1929)
- The Lyons Mail (1931)
- Watch Beverly (1932)
- I Live Again (1936)
- One Good Turn (1951; Maude foi também produtor)